# Biotina
La biotina (del griego bios, "vida"), a veces también llamada vitamina H, vitamina B7 y vitamina B8, es una vitamina estable al calor, soluble en agua y alcohol, y susceptible a la oxidación que interviene en el metabolismo de los hidratos de carbono, grasas, aminoácidos y purinas.
Es esencial para la síntesis y degradación de grasas y la degradación de ciertos aminoácidos.
La clara de huevo cruda contiene la proteína avidina que impide la absorción de la biotina en el intestino, por lo que se debe consumir perfectamente cocida. La avidina se desnaturaliza por la cocción y pierde función.  
Una cantidad considerable se sintetiza por bacterias intestinales y se absorbe por vía intestinal.
No se han llevado a cabo estudios definitivos sobre los requerimientos de biotina por la falta de conocimiento sobre la disponibilidad de este elemento en los alimentos y la contribución microbiana, pero se reconoce que una ingesta segura y adecuada de esta vitamina es de 200 a 300 μg diarios.

Animación que muestra la estructura tridimensional de la biotina.

## Historia
Su historia comienza aproximadamente en el año 1916, cuando W.G. Bateman observó que una dieta rica en claras de huevo crudas provocaba síntomas tóxicos en perros, gatos, conejos y seres humanos. Este estudio fue seguido en 1927 por Margaret Averil Boas, quien descubrió que una dieta de solo claras de huevo causaba dermatitis, alopecia y pérdida de coordinación muscular en ratas. Ella llamó a este síndrome «enfermedad de la clara de huevo».
En 1939, seis años después de que comenzara a investigar la causa de la lesión de la clara de huevo, el científico húngaro Paul Gyorgy confirmó la existencia de un factor protector, al que llamó vitamina H. En este punto, muchos grupos independientes ya habían aislado el mismo compuesto. En 1936, Kögl y Tönnis aislaron un factor de crecimiento de la yema de huevo que llamaron «Bios aus Eigelb». En esa misma década se encontró en la clara de huevo cruda una glicoproteína llamada avidina que tenía la característica de unirse de manera irreversible con la biotina (complejo avitina + biotina), un complejo con la particularidad de no poder ser absorbido por el tracto gastro-intestinal de los mamíferos, la razón de que Bateman hubiera observado, por primera vez en un medio controlado, un déficit grave de biotina y sus consecuencias. Después de realizar experimentos con levadura y Rhizobium R, West y Wilson aislaron un compuesto que llamaron coenzima R. En 1940, Gyorgy demostró que la vitamina H, la «Bios aus Eigelb» y la coenzima R eran la misma sustancia: biotina.

## Estructura química
Está compuesta de un anillo ureido (imidazolínico) fusionado con un anillo tetrahidrotiofeno. Un ácido valérico sustituto se une a uno de los átomos de carbono del anillo tetrahidrotiofeno. Hay tres formas de biotina: biotina libre , biocitina (e-biotina-L-Lisina) y dos sulfóxidos L y D de la biotina.

## Rol biológico
La biotina es importante como una coenzima de enzimas que intervienen en la catálisis de reacciones metabólicas esenciales para sintetizar ácidos grasos, en la gluconeogénesis y en el metabolismo de la leucina.

## Función
La biotina se encuentra en la célula unida con resto específico de lisina (un aminoácido) formando la biocitina; la biocitina se une covalentemente a ciertas enzimas relacionadas con la formación o la utilización del dióxido de carbono, y ejerce así función de coenzima: actúa en la transferencia (aceptor y donador) de dióxido de carbono en numerosas carboxilasas y decarboxilasas:
- Piruvato carboxilasa
- Acetil-CoA carboxilasa alfa y beta
- Propionil-CoA carboxilasa
- Metilcrotonil-CoA carboxilasa
- Geranoil-CoA carboxilasa
- Urea carboxilasa
- Oxaloacetato decarboxilasa.
- Metilmalonil-CoA decarboxilasa.
- Produce anticuerpos
- Es esencial en la producción de hormonas y colesterol

Todas estas enzimas son esenciales en los procesos de duplicación celular, por ello lo observado por Bateman: al privar de biotina las ratas, comenzaron con déficit de enzimas celulares que afectó inicialmente a los tejidos de rápida reproducción o mitosis (piel, cabellos, células de recubrimiento axónico).
La biotina es usada en el crecimiento celular, la producción de ácidos grasos y en el metabolismo de grasas y aminoácidos. Juega un papel en el ciclo del ácido cítrico o Krebs, el cual es un proceso por el cual la energía bioquímica es generada durante la respiración aeróbica. La biotina no solo asiste en varias conversiones químicas y metabólicas, sino también ayuda a transferir dióxido de carbono. La biotina participa también en el mantenimiento de los niveles de azúcar en la sangre o glucemia.
Las vísceras, la yema de huevo, el pescado, los guisantes secos, las setas, la levadura de cerveza y los frutos secos son fuentes con alto contenido de biotina. La biotina es estable a la cocción, pero menos a la exposición a álcalis. En el caso de la yema del huevo es diferente el cambio que sufre cuando es expuesta a un álcalis, ya que esta sufre una coloración más naranja de lo habitual y su textura se observa dura pero a la vez rugosa, esto se debe a que la biotina se encuentra concentrada al contorno de la yema y que la estructura transparente del huevo permite observar el cambio con más claridad, a diferencia de las vísceras que solo se vuelven secas sin sufrir algún cambio de coloración importante, ya que la biotina en ellas se encuentra en mayor cantidad en su interior.

## Usos
Alivia dolores musculares, el eczema y la dermatitis, y también ayuda a combatir la depresión y la somnolencia. No se han llevado a cabo estudios definitivos sobre los requerimientos de biotina por la falta de conocimiento sobre la disponibilidad de ella en los alimentos y la contribución microbiana, pero se reconoce que una ingesta segura y adecuada de esta vitamina es de 200-300 μg diarios.[cita requerida]
A menudo esta vitamina es recomendada para fortalecer uñas y piel.
La deficiencia es extremadamente rara, ya que una bacteria intestinal puede producir hasta el 50% del requerimiento diario. Las otras fuentes principales de esta vitamina son alimentos de origen animal (principalmente vísceras) y la leche y sus derivados, así como la levadura.[cita requerida]
La unión de la biotina a varios sitios químicos, llamado Biotinilación, puede ser usada como una importante técnica de laboratorio para estudiar varios procesos, incluyendo la localización de proteínas, la interacción de proteínas, y la transcripción y replicación del ADN. La biotina por sí misma es utilizada para biotinilizar histonas, pero no es encontrada naturalmente en el ADN. La holocarboxilasa sintetasa está involucrada en el ligamiento de la biotina.[cita requerida]

## Carencia
Puede ser deficitaria en individuos que reciben alimentación parenteral total durante varios años. Los síntomas provocan el deterioro de las funciones metabólicas descritas, eczema, dermatitis seca y descamativa, palidez, náuseas, vómitos, gran fatiga y depresión.
¿Cómo interactúa la avidina de la clara del huevo con la biotina? La avidina impide la absorción intestinal de la biotina, pero sólo se encuentra avidina activa en la clara cruda del huevo ya que al someterla a cocción se neutraliza; no así la biotina, que soporta altas temperaturas sin modificaciones, por lo cual comer huevos cocidos proporciona biotina sin avidina, mientras que comer clara de huevo  cruda anula la absorción de biotina porque la avidina se une a ella y crea un compuesto que no puede ser asimilado por el ser humano.
Entre otros síntomas del déficit de biotina se encuentran también la colitis, la glositis atrófica y la anemia leve. Todas enfermedades relacionadas con las células que requieren de rápidas mitosis.
Las dietas bajas en colesterol y grasas también son bajas en biotina.
La biotina se encuentra ampliamente distribuida en los alimentos, principalmente en riñón, hígado, yema de huevo, hongos, algunas verduras (coliflor, patata), algunas frutas (plátano, uva, sandía, aguacate y fresas), cacahuete, levadura, leche, almendras, nueces, guisantes secos, pescado, pollo y la jalea real.

## Sobredosificación
La flora intestinal es capaz de sintetizar gran cantidad de biotina. La eliminación fecal y urinaria, mucho más elevada que la ingesta dietética, indica la magnitud de síntesis por parte de la microflora.
La biotina no registra casos conocidos de sobredosificación, ya que al ser hidrosoluble, se elimina con facilidad por vía renal, en forma de biotina libre o dos metabolitos inactivos Bis-norbiotina y biotina sulfóxido. Se cree que las bacterias intestinales podrían generar biotina o que tendrían capacidad de reciclar metabolitos inactivos a biotina libre (esto último tiene un bajo nivel de evidencia científica).

## Usos
Problemas de cabello
Los suplementos de biotina son a menudo recomendados como un producto natural para contrarrestar el problema de pérdida de cabello tanto en niños como adultos. Sin embargo, no hay estudios que muestren los beneficios de la biotina cuando el sujeto no está deficiente de la vitamina. Los signos y síntomas por deficiencia de biotina incluyen pérdida del cabello la cual progresa a severidad cuando incluye pérdida de pestañas y cejas. Algunos champús disponibles contienen biotina, pero es dudoso si estos ejercen algún efecto benéfico, ya que la biotina no es absorbida a través de la piel.
Dermatitis Seborreica
Los niños con un raro desorden metabólico hereditario llamado Fenilcetonuria (en el cual es imposible metabolizar el aminoácido fenilalanina), a menudo desarrollan condiciones en la piel como eczema y dermatitis seborreica en otras áreas del cuerpo con excepción del cuero cabelludo. Los cambios escamosos de la piel que ocurren en los individuos con Fenilcetonuria se pueden relacionar con la capacidad pobre de utilizar la biotina. El aumento en la ingesta dietética de biotina se ha asociado con una mejora de la dermatitis seborreica en estos casos.
Diabetes
Las personas con Diabetes tipo 2 frecuentemente cursan con bajos niveles de biotina. La biotina puede ser involucrada en la síntesis y liberación de insulina- estudios preliminares en animales y personas sugieren que la biotina puede ayudar a mejorar los niveles de azúcar en la sangre en aquellos que padecen Diabetes, particularmente la tipo II.

## Deficiencia
La deficiencia de biotina es relativamente rara y puede ser tratada con suplementación. La deficiencia puede ser causada por el consumo excesivo de clara de huevo cruda, la cual contiene altos niveles de la proteína avidina. Esta proteína se liga fuertemente a la biotina impidiendo su absorción intestinal. La avidina es inactivada con la cocción, mientras que la biotina permanece activa.
La deficiencia de biotina puede estar causada por déficit de la enzima que la metaboliza (biotinidasa) o por trastornos en el metabolismo de la biotina como en personas alcohólicas y en personas con tratamientos anticonvulsivantes (compiten con la biotina por la biotinidasa). Cuando ocurre la deficiencia puede observarse dermatitis seborreica, conjuntivitis, pérdida de cabello, cejas y pestañas e incluso síntomas neurológicos como depresión, irritabilidad y convulsiones. Existe una enfermedad congénita producida por una mutación que afecta al transportador de biotina tipo 2, recibe el nombre de enfermedad de los ganglios basales sensible a la biotina, causa un cuadro de encefalopatía grave que responde favorablemente al tratamiento con biotina.